# Biomas de Uruguay

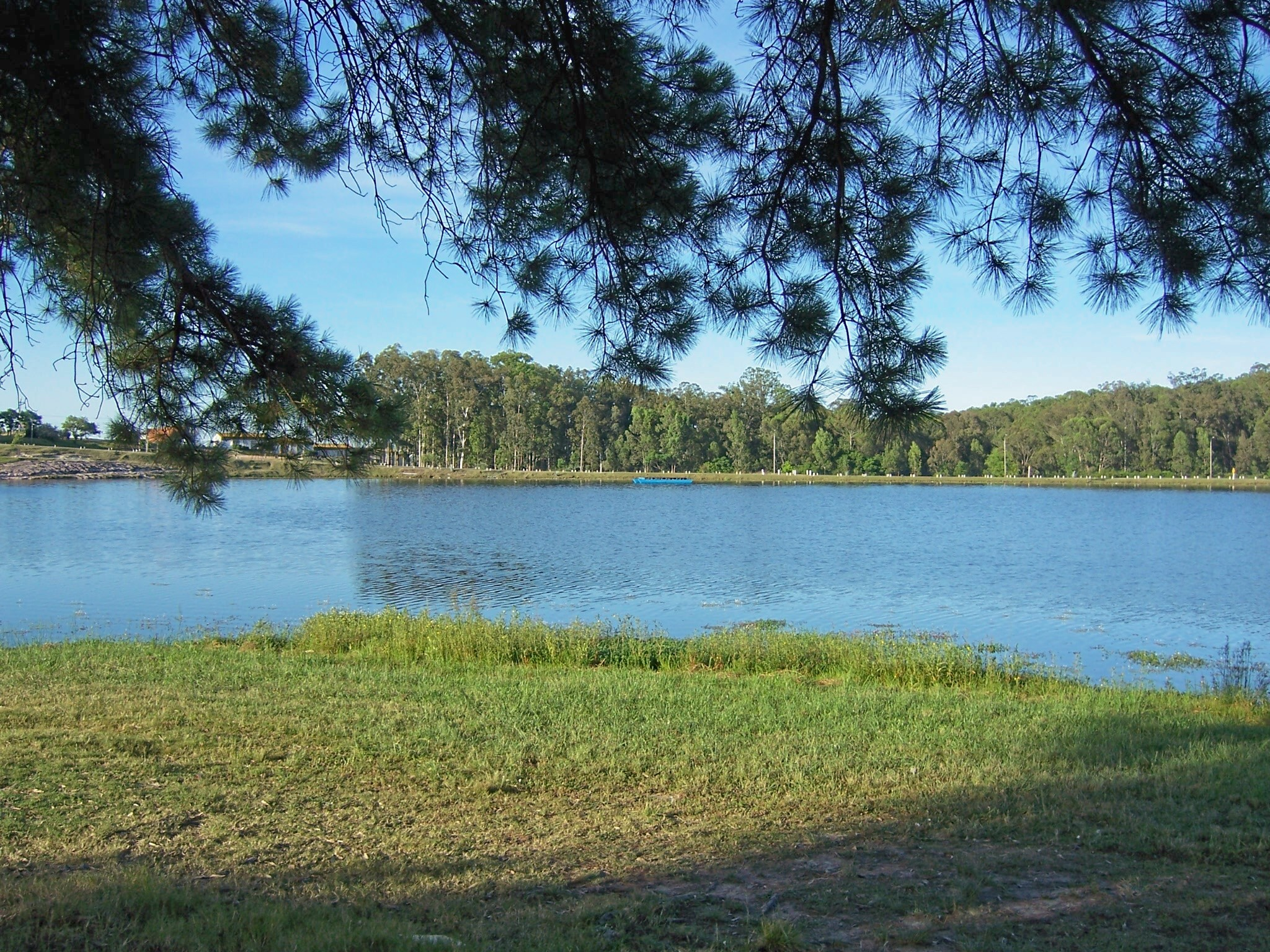
Bioma de Uruguay: Sistema lótico de llanura con sistema acuático

Los biomas del Uruguay o paisajes bioclimáticos de Uruguay son ecosistemas integrados por comunidades de seres vivos en un entorno físico que incluyen praderas, humedales y zonación de la costa que juntos enmarcan cierta flora y fauna características de Uruguay.

## Entorno físico
Los biomas de Uruguay están integrados por:
- praderas
- humedales (bañados, lagunas y costa)
- bosques y montes[2]

El bioma que se destaca por su gran importancia ecológica es el humedal, que se comporta como una gran ésponja que absorbe gran cantidad de agua, grandes colchones que mantienen la humedad dando un gran ecosistema. Uno de los grandes beneficios no solo es para el hombre en su contexto, de lo que vive en su humedal sino además los grandes ciclos naturales de los elementales.
Uruguay posee un sistema lótico de llanura, con diversidad de sistemas acuáticos de ríos, arroyos y cañadas.